# دانه زیر برف
دانهٔ زیر برف (به ایتالیایی: Il seme sotto la neve) نام رمانی اثر نویسنده ایتالیایی اینیاتسیو سیلونه است که در سال ۱۹۴۰ منتشر شد. این کتاب پنجمین اثر سیلونه و به نوعی جلد دوم کتاب نان و شراب محسوب می‌شود.

## ترجمه به فارسی
این کتاب اولین بار در سال ۱۳۶۱ و توسط مهدی سحابی به فارسی برگردانه شد.